# 戚天保
戚天保，字少雲，湖北沔陽（今仙桃市）人。清朝政治人物。

## 生平
戚天保幼時聰穎，五歲讀小學，道光十五年（1835年）中舉人，道光二十七年（1847年）成進士，以知縣即用，分發湖南。道光二十八年（1848年），代理安化縣知縣。任內悉心清理積案，監獄一空，士民稱之為“戚青天”。天保到任，正逢水災發生，糧食絕收。道光二十九年（1849年），饑荒爆發，餓殍遍地，天保開糧倉，設粥廠，賑濟災民，救活許多百姓。同年調署新寧縣。此前天地會雷再浩曾在當地謀劃起事，被江公源的團練鎮壓。十月，會黨李沅發又起事，就任不久的天保用計將其抓獲，并因功升知州，補澧州，陞知府，加道銜，代理寶慶府事。卒年六十四歲。光緒《沔陽州志》有傳。